# Și mai greu de ucis
Și mai greu de ucis (în engleză A Good Day to Die Hard) este un film de acțiune regizat de John Moore după un scenariu de Skip Woods. În rolurile principale au interpretat actorii Bruce Willis, Jai Courtney și Sebastian Koch. Bruce Willis interpretează rolul detectivului John McClane în ultimul său film din franciză.
A fost produs de studiourile Giant Pictures, TSG Entertainment și Temple Hill Entertainment, distribuit de 20th Century Fox și InterCom și a avut premiera la 31 ianuarie 2013 la Londra, premiera în America de Nord la 13 februarie 2013, premiera internațională la 14 februarie 2013 și premiera în România la 15 februarie 2013. Coloana sonoră a fost compusă de Marco Beltrami. Spre deosebire de filmele anterioare ale seriei, acesta a primit recenzii negative din partea criticilor.
Complotul principal îl găsește pe McClane călătorind în Rusia pentru a-și scoate din închisoare fiul înstrăinat, Jack, un agent sub acoperire⁠(d) CIA. El este în curând prins în focul încrucișat⁠(d) al unui complot terorist global.
Cheltuielile de producție s-au ridicat la 92 milioane $ și a avut încasări de 304 milioane $.

## Rezumat
John McClane se duce în Rusia pentru a-și elibera fiul Jack din închisoare. El află că acesta este un agent de teren CIA care trebuie să recupereze un dosar care conține dovezi care îl implică pe Viktor Chagarin, viitorul ministru rus al Apărării și amenințare majoră la adresa securității și păcii mondiale, în dezastrul de la Cernobîl. Acest dosar l-a ascuns într-un seif din Cernobîl, dar cheia se află într-un hotel din Moscova, unde se află Yuri Komarov, deținut politic și fost partener al lui Chagarin.
Se pare că Jack s-a băgat în mod deliberat în închisoare pentru a-i face pe agenții lui Chagarin să creadă că l-ar putea acuza pentru crimă pentru a-l reduce definitiv la tăcere. În timpul procesului, reușește să evadeze din instanță alături de Yuri, dar este urmărit de Alik și echipa sa, care lucrează pentru Viktor și vor și ei să recupereze dosarul, cu intenția de a-l distruge. După o urmărire frenetică pe MKAD, reușesc să ajungă într-o casă sigură, orice scăpare fiind compromisă, iar lui Komarov i se oferă exftragerea din Rusia în schimbul dosarului. Yuri este de acord, cu o condiție: să-și ia fiica Irina cu el. O găsesc pe Irina la hotel, dar aceasta se dovedește a fi iubita lui Alik.
Yuri este dus la Cernobîl unde ar trebui să fie dosarul, dar odată ajuns în seif, îl ucide pe Alik cu sânge rece. Restul echipei lui Alik lucra de fapt pentru Yuri, al cărui scop era să evadeze din închisoare și să recupereze uraniu pentru uz militar⁠(d) pentru a-l vinde la prețuri mari pe piețele teroriste. John și Jack ajung la Cernobîl și își dau seama că nu există înregistrări și că Yuri a folosit CIA pentru a-l elibera. Începe o luptă, la sfârșitul căreia Jack îl ucide pe Yuri cu sânge rece, aruncându-l pe rotorul unui elicopter pilotat de fiica sa Irina. Acesta din urmă face o ultimă încercare de a-i elimina pe cei doi McClane făcând elicopterul să se prăbușească peste ei, dar americanii reușesc să supraviețuiască scufundându-se într-o piscină pentru a scăpa de explozie.

## Distribuție
Au interpretat actorii:

Bruce Willis
Jai Courtney[*]
Sebastian Koch[*]
Iulia Snigir[*]
Cole Hauser[*]
Rasha Bukvic[*]
Amaury Nolasco
Anna Sergheevna Vialițîna[*]
Mary Elizabeth Winstead
Mike Dopud[*]
April Grace[*]
Megalyn Echikunwoke[*]
Pavel Lychnikoff[*]
Kolesnikov, Serghei Valentinovici[*]
Árpa Attila[*]
Roman Luknár[*]
Aksel Hennie[*]
Ján Gallovič[*]
Kamarás Iván[*]
Scott Michael Campbell[*]
Aldis Hodge[*]  .